# Bisdom Prince-Albert
Het bisdom Prince-Albert (Latijn: Dioecesis Principis Albertensis) is een rooms-katholiek bisdom met als zetel Prince Albert, in Canada. Het bisdom is suffragaan aan het aartsbisdom Regina. 

## Geschiedenis
Het bisdom werd opgericht op 4 juni 1891, als het apostolisch vicariaat Saskatchewan, uit delen van het aartsbisdom Saint-Boniface, en was suffragaan aan het aartsbisdom Saint-Boniface. Op 2 december 1907 werd het verheven tot bisdom en veranderde van naam naar bisdom Prince-Albert. Op 4 december 1915 veranderde het van kerkprovincie en werd suffragaan aan het nieuw verheven aartsbisdom Regina. Op 30 april 1921 veranderde het van naam naar bisdom Prince-Albert-Saskatoon, tot het op 9 juni 1933 terug veranderde van naam naar bisdom Prince-Albert bij de oprichting van het bisdom Saskatoon. 

## Parochies
Het bisdom had in 2021 een oppervlakte van 118.000 km2 en telde 216.900 inwoners waarvan 14,0% rooms-katholiek was.

## Bisschoppen
- Albert Pascal (2 juni 1891 - 12 juli 1920)
- Joseph Henri Jean Marie Prud’homme (16 juni 1921 - 20 februari 1937)
- Réginald Duprat (17 maart 1938 - 29 juni 1952; apostolisch administrator sinds 20 februari 1937)
- Léo Blais (4 juli 1952 - 28 februari 1959)
- Laurent Morin (28 februari 1959 - 9 april 1983)
- Blaise-Ernest Morand (9 april 1983 - 26 mei 2008; coadjutor sinds 22 april 1981)
- Albert Privet Thévenot (26 mei 2008 - 25 maart 2021)
- Stephen Andrew Hero (25 maart 2021 - heden)

Regina (aartsbisdom) · Prince-Albert · Saskatoon
Voormalig: Gravelbourg